# Love Piece
Albums de Ai Ōtsuka
Love Cook
(2005) Love Letter
(2008)
Singles
Love Piece est le 4e album de Ai Ōtsuka, sorti sous le label Avex Trax le 26 septembre 2007 au Japon. Il atteint la 1re place du classement de l'Oricon. Il se vend à 208 031 exemplaires la première semaine, et reste classé pendant 22 semaines, pour un total de 376 115 exemplaires vendus. Il sort en format CD, CD+DVD.

## Liste des titres
| 1.  | Mirai Taxi (未来タクシー)   | 4:09 |
| 2.  | Yumekui (ユメクイ)          | 5:16 |
| 3.  | Mackerel’s canned food      | 4:23 |
| 4.  | Peach                       | 4:11 |
| 5.  | Kumuriuta (クムリウタ)      | 4:58 |
| 6.  | Hoshi no Tango (星のタンゴ) | 2:54 |
| 7.  | Katorisenkou (蚊取線香)     | 2:16 |
| 8.  | Frienger (フレンジャー)     | 3:48 |
| 9.  | Chu-Lip                     | 3:57 |
| 10. | Heart                       | 4:52 |
| 11. | Ren' ai Shashin (恋愛写真)  | 4:55 |

| 1. | Kumuriuta (クムリウタ)       |  |
| 2. | Heart                        |  |
| 3. | U-Boat (First press edition) |  |